# 1540
Évszázadok: 15. század – 16. század – 17. század
Évtizedek: 1490-es évek – 1500-as évek – 1510-es évek – 1520-as évek – 1530-as évek – 1540-es évek – 1550-es évek – 1560-as évek – 1570-es évek – 1580-as évek – 1590-es évek
Évek: 1535 – 1536 – 1537 – 1538 –  1539 – 1540 – 1541 – 1542 – 1543 – 1544 – 1545

## Események

### Határozott dátumú események
- január 2. – I. Gusztáv svéd király felségárulásért halálra ítéli Olaus Petrit és Laurentius Andreaet, mert nem fogadták el az egyház alárendelését az uralkodónak. (Utóbb megkegyelmez nekik.)[1]
- január 6. – VIII. Henrik angol király feleségül veszi Cleves-i Annát.[2]
- április 18. – VIII. Henrik a főminiszterét, Thomas Cromwellt Essex grófjává nevezi ki. (Július 28-án azonban – látszólag vallási vétkekért – kivégzik.)[2]
- július 7. – Budán megszületik Szapolyai János fia, János Zsigmond herceg, akit még ez év szeptemberében Rákos mezején II. János néven királlyá is választanak.[3]
- július 9. – VIII. Henrik és Cleves-i Anna házasságát elhálatlanság – és egy állítólagos előzetes szerződés – miatt semmissé nyilvánítják.[2]
- augusztus 8. – VIII. Henrik feleségül veszi Howard Katalint. (A katolikus lánnyal kötött házasságát a közvélemény a tradíciókhoz ragaszkodók győzelmének tekintette a protestáns reformerek fölött.)[2]
- augusztus 30. – I. Ferdinánd osztrák főherceg sereget küld Buda megvételére (Habsburg–török háború).
- szeptember 13. – Fráter György – a porta engedélyével – királlyá választatja Szapolyai János árváját, János Zsigmondot.[4]
- október 17. – Visegrád ostroma.
- október 21. – Buda ostroma.
- október 27. – Leonard von Fels elfoglalja Visegrádot.
- november 14. – Az osztrákok feladják Buda ostromát.

### Határozatlan dátumú események
- október közepe – A török szultán elismeri János Zsigmondot magyar királynak (akit azonban soha nem koronáznak meg).[4]

## Születések
- július 7. – II. János magyar király[5] († 1571)
- augusztus 5. – Joseph Justus Scaliger itáliai származású francia-holland filológus, humanista és történész († 1609)
- François Viète francia matematikus († 1603)

## Halálozások
- január 27. – Merici Szent Angéla (* 1474)
- július 21./22. – I. János magyar király[5] (* 1487)
- július 23. – Thomas Cromwell, VIII. Henrik minisztere (kivégezték)[6] (* 1485 körül)

## Európai időjárás
Februártól decemberig Franciaországtól Lengyelországig, Közép-Itáliától Észak-Németországig állatpusztulás, vérhas, erdőtüzek.